# Lutherkirche (Hamburg-Wellingsbüttel)

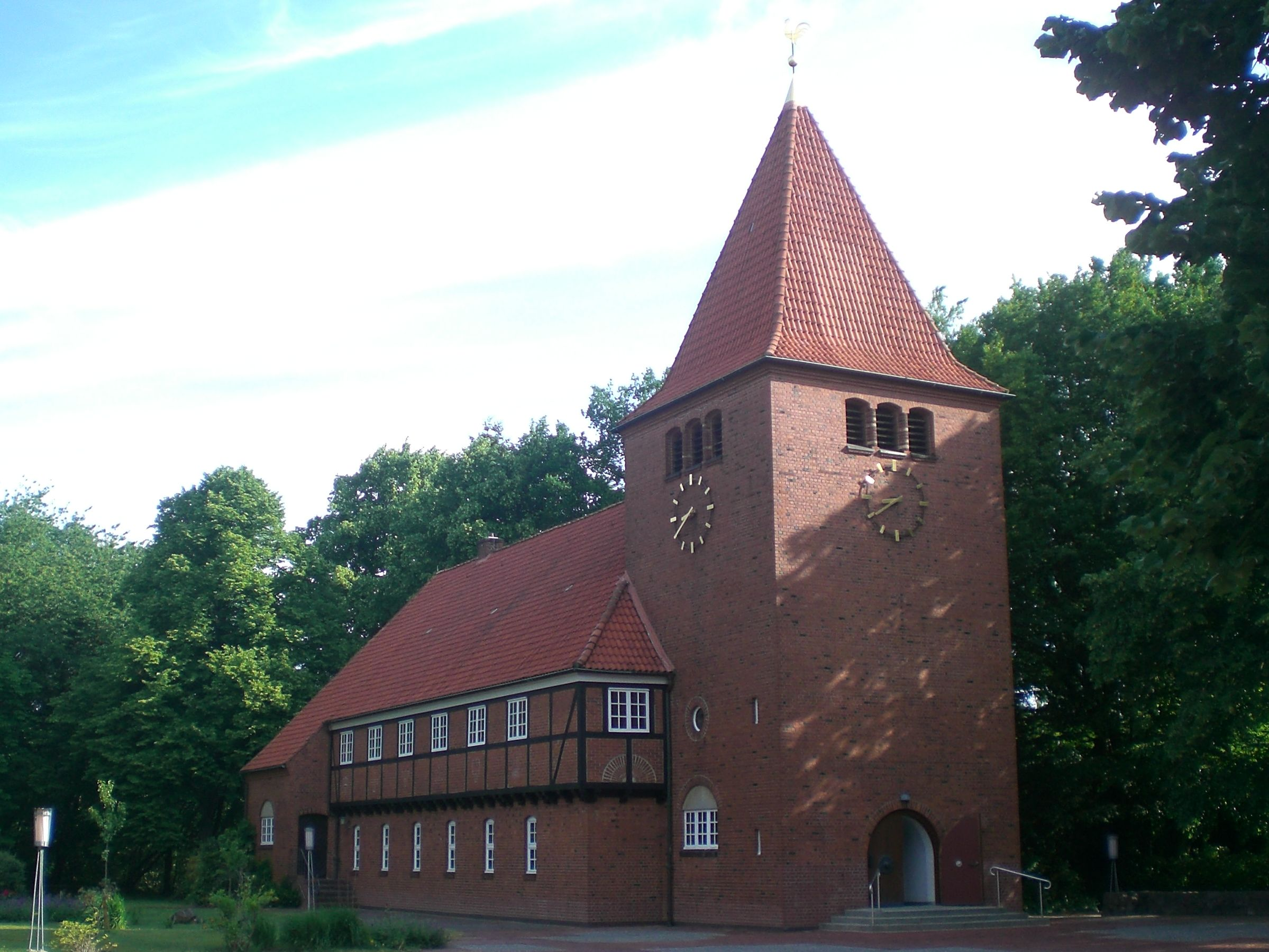
Ansicht von der Turmseite

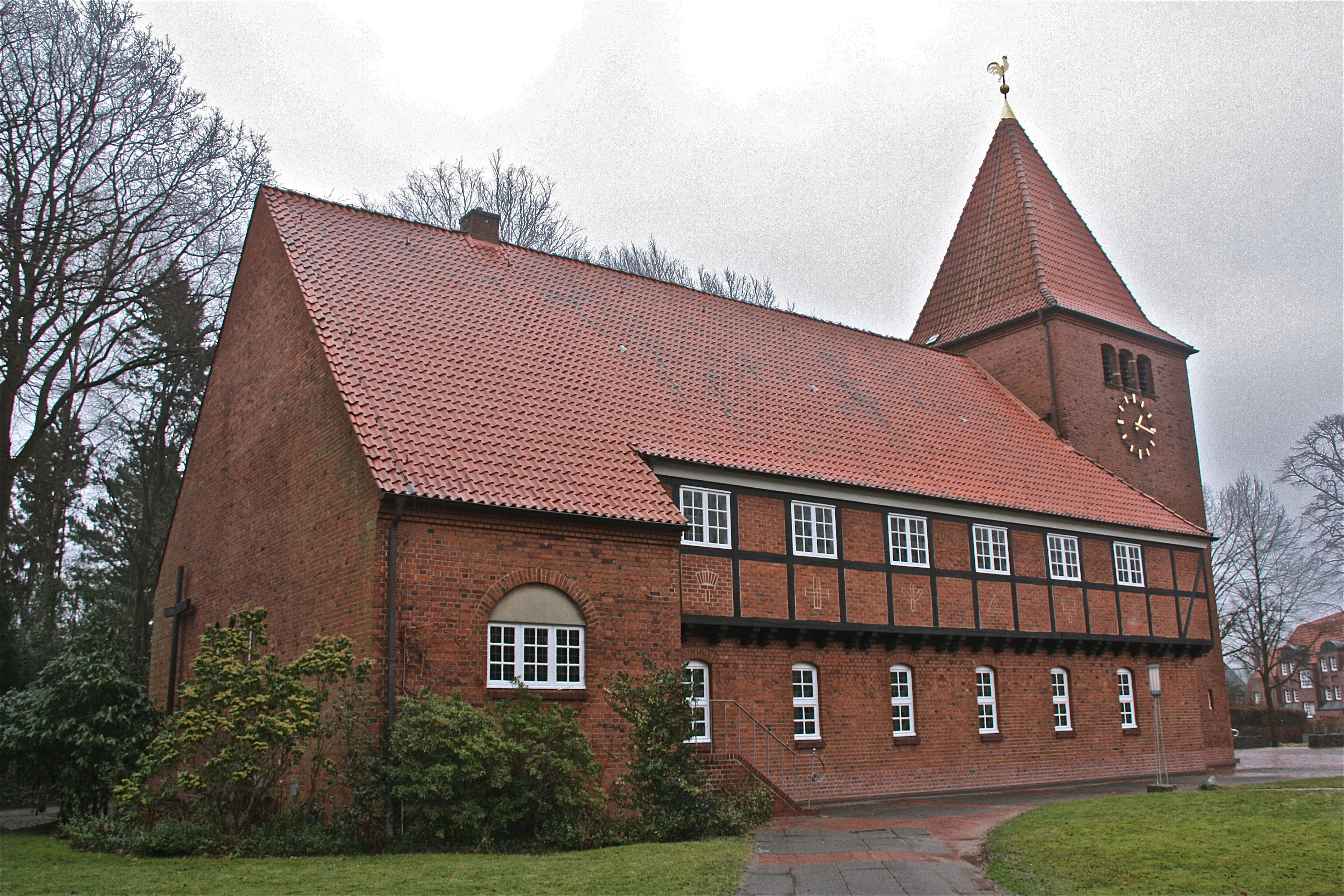
Ansicht von der Rückseite

Die evangelisch-lutherische Kirche Lutherkirche im Hamburger Stadtteil Wellingsbüttel liegt an der Straße Up de Worth 25 in unmittelbarer Nähe zum S-Bahnhof Wellingsbüttel. Sie ist die erste Kirche, die in diesem Stadtteil errichtet wurde, und ein nur wenig verändertes, typisches Bauwerk des Kirchenbaus der 1930er-Jahre, das den nach der Machtübernahme durch die Nationalsozialisten bevorzugten Baustil für Kirchen in Norddeutschland zeigt.

## Bau der Kirche

### Bauplanung
Unmittelbar hinter der Kirche liegt der von Eichen bestandene Knasterberg, ein bronzezeitliches Hügelgrab. Wegen angeblicher Soldatengräber aus den Befreiungskriegen ist der auch als Russenhügel in der Literatur zu finden. Dieses Grundstück wurde bewusst für die Kirche ausgewählt, um mit dem Hügelgrab einen Bezugspunkt für das Heimatgefühl der Bevölkerung zu schaffen.
Nachdem 1935 das Grundstück gekauft worden war, begann man bald mit der Ausschreibung des Baus. Dabei hatten sich die Entwürfe an den Vorstellungen der Gemeinde zu orientieren, die feststellte, dass „die Zeit des Experimentierens, die vor 1933 Blüten trieb, […] vorbei“ sei und die eine Kirche wünschte, die „Ausdruck unseres Zeitempfindens ist, aus dem wir fühlen, daß Gott unserem Volke neue Aufgaben gestellt hat.“ Entwürfe reichten fünf Architekturbüros ein, darunter auch bekannte Namen wie Hopp & Jäger und Gerhard Langmaack. Der Entwurf von Hopp & Jäger wurde nach einigen Änderungen akzeptiert und umgesetzt.

### Gebäude
Nach der Grundsteinlegung am 23. Mai 1937 konnte die Kirche nach einem zügigen Bau bereits am 1. Advent 1937 eingeweiht werden. Sie ist eine ländlich anmutende Saalkirche mit Seitenemporen und Tonnendecke sowie einem einzelnen, gedrungen wirkenden Turm, der 1939 seine Turmuhren erhielt. Die Verwendung von Backsteinen, Fachwerkfassaden und traditionellen Ziersetzungen im Mauerwerk unterstreicht den rustikalen Eindruck. Viele Details sind der niederdeutschen Bauernhausarchitektur entlehnt, so z. B. die „Donnerbesen“ im Mauerwerk, die Dachform und die Gestaltung der Fenster.

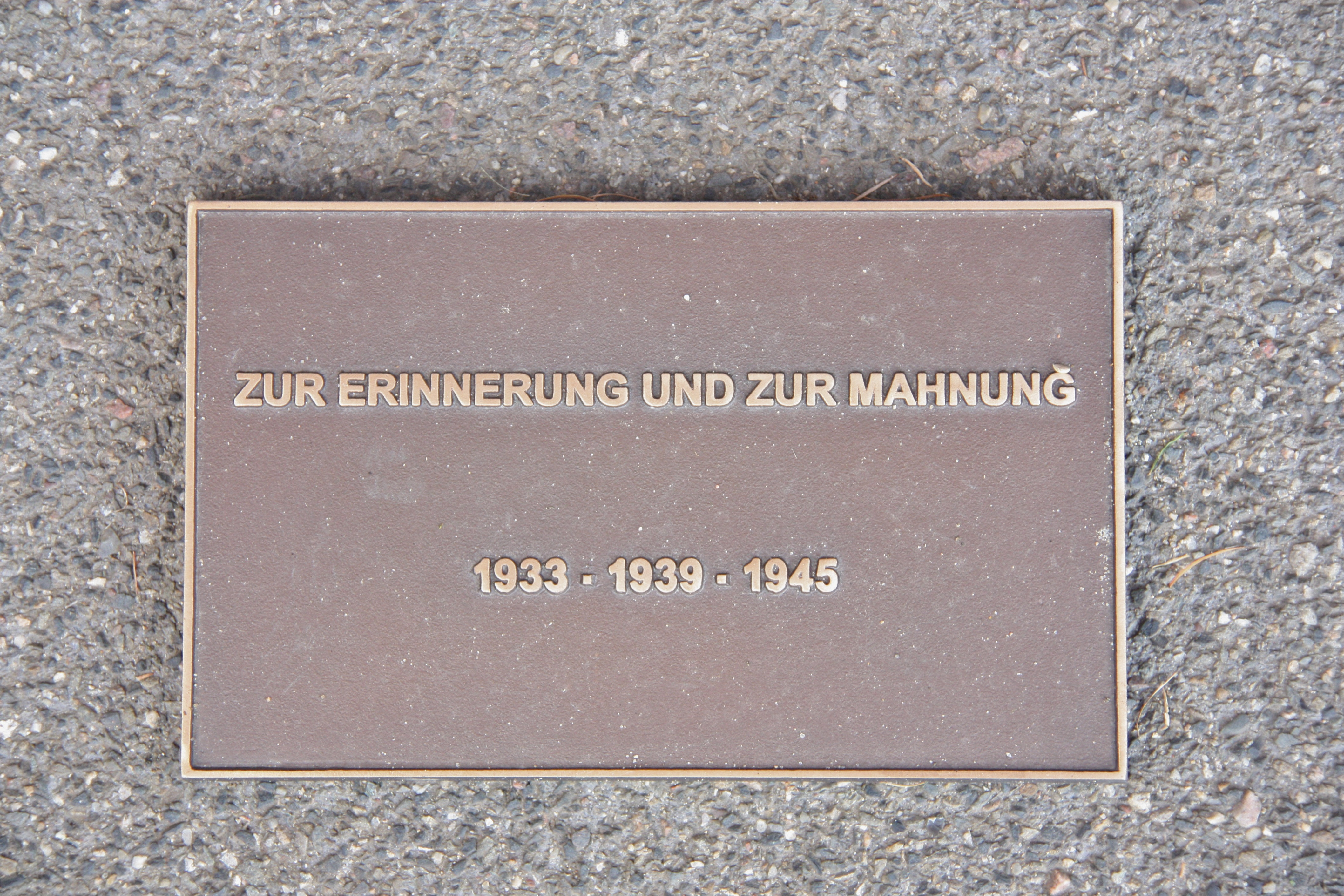
Gedenktafel

Nach dem Zweiten Weltkrieg, in dem die Kirche selber nicht beschädigt wurde, verfolgte die Gemeinde eine Zeit lang den Plan einer Erweiterung des Gebäudes, die aus einem höheren Turm, einem Dachreiter und einer Verlängerung des Hauptgebäudes durch einen polygonalen Chor hätte bestehen sollen. Die Planungen wurden 1958 endgültig eingestellt. Im gleichen Jahr gestaltete man jedoch den Außenbereich um die Kirche neu. Der Vorplatz zwischen Kirche und Pastorat erhielt das heutige Pflaster, eine bisher vorhandene Baumallee zwischen Straße und Kirchenportal wurde entfernt. Anfang der 1980er-Jahre wurde diskutiert, über dem Portal ein Bronzerelief mit Lutherkopf anzubringen. Da auch dieser Plan nicht umgesetzt wurde, hat sich die Außenansicht des Kirchengebäudes seit den späten 1930er-Jahren kaum verändert.

### Ziersetzungen im Mauerwerk

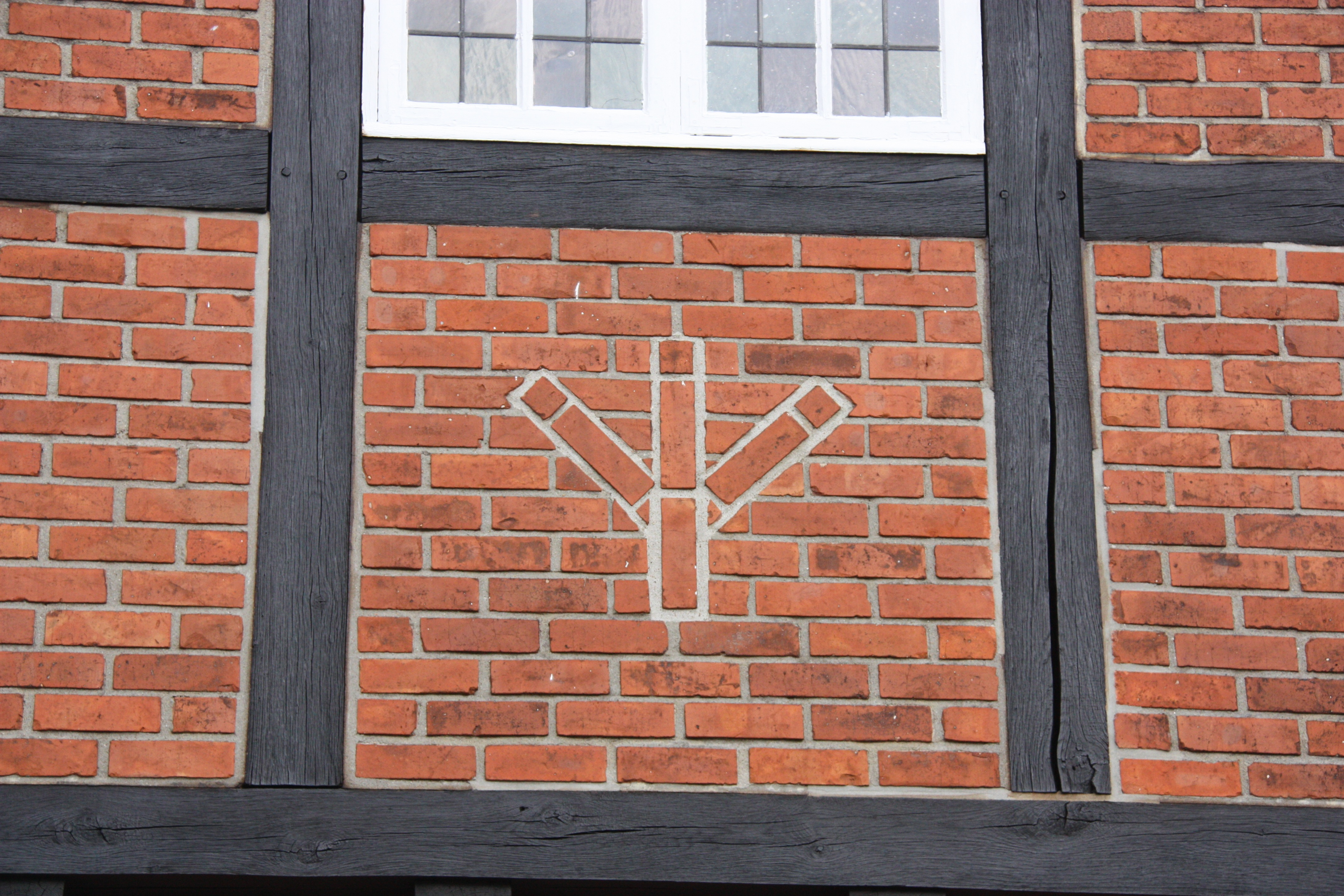
Algiz-Rune (Lebensrune) auf Südseite

Insgesamt gibt es an Nord- und Südseite der Kirche zwölf auffällige Ziersetzungen im Mauerwerk, die eine Mischung aus traditionellen, christlichen und nationalsozialistischen Symbolen zeigen. Auf der Südseite sind dies (beginnend im Osten) ein Donner- oder Hexenbesen, ein gleichschenkliges Kreuz, eine Algiz-Rune, ein Auge der Vorsehung, ein Dreizack und an der vom Vorplatz aus am besten sichtbaren Stelle ein Hakenkreuz, das bis heute erkennbar ist. Auf der Nordseite sind die Symbole komplexer und häufig weniger gut zu identifizieren. Eindeutig sind eine doppelte Wellenlinie, eine Ähre, ein Rad (möglicherweise ein Sonnenrad) und eine umgedrehte Algiz-Rune.
Die Symbolik an der Kirche sorgt bis heute immer wieder für Diskussionen. Das Gebäude ist als Kulturdenkmal in Hamburg anerkannt, so dass alle Änderungen nur in Absprache mit dem Denkmalschutzamt erfolgen dürfen. Seit 2012 gibt es auf dem Boden direkt unter dem Hakenkreuz eine Gedenktafel.

## Innenausstattung

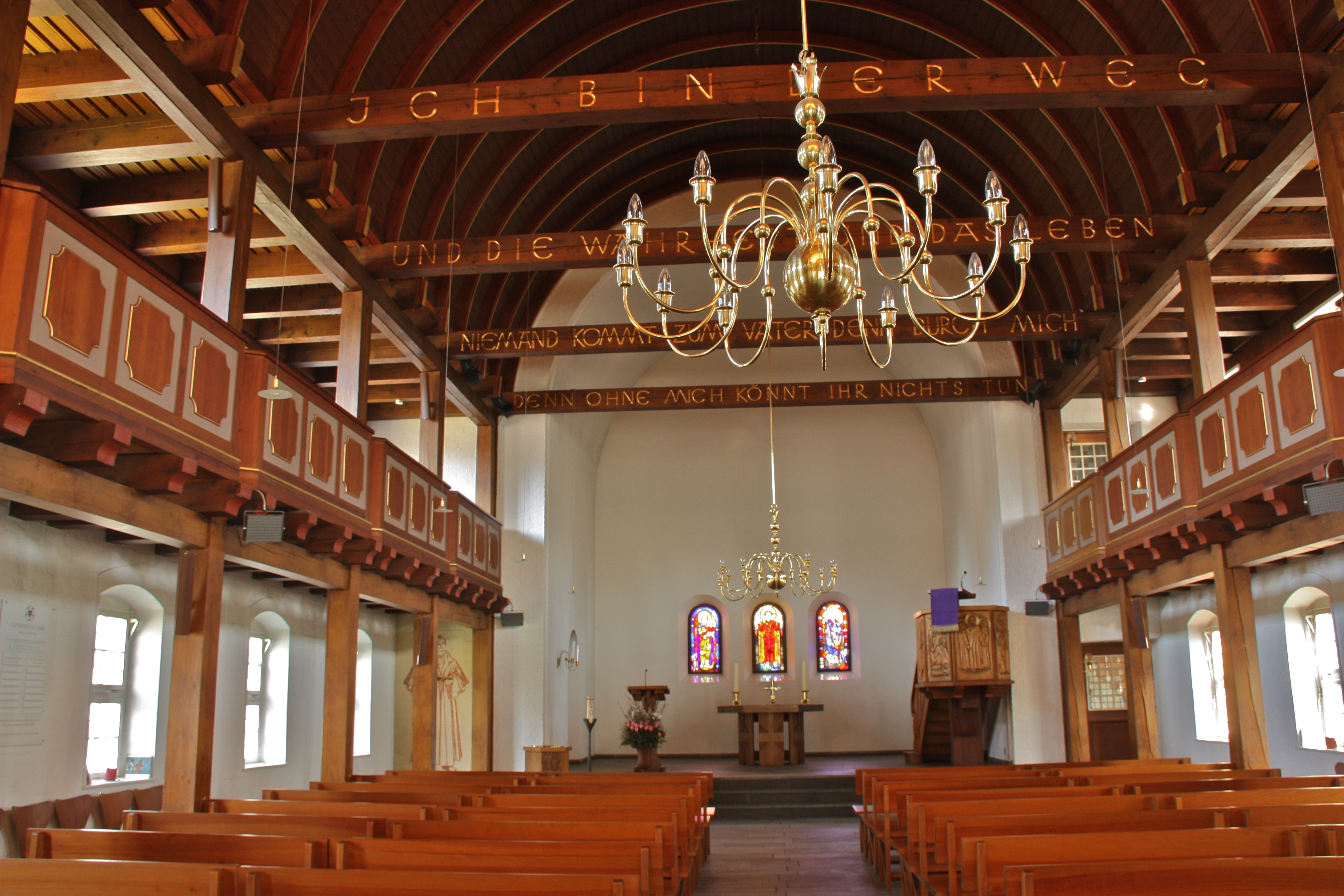
Innenraum, Blick zum Altar

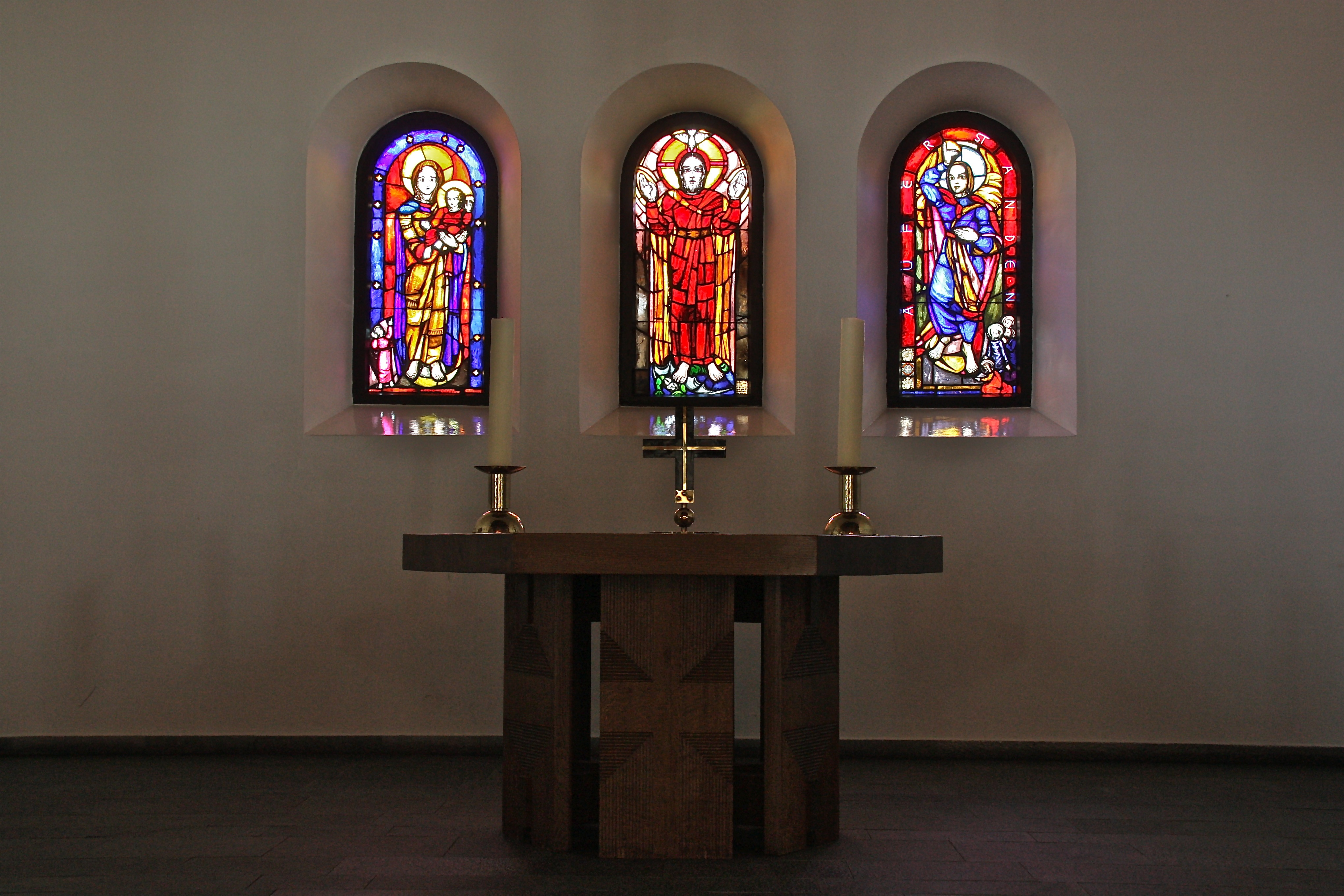
Altar und Fenster

Auch die Ausstattung des Innenraums entspricht mit der Bevorzugung von Naturmaterialien und deren handwerklicher Verarbeitung dem Vorbild norddeutscher Dorfkirchen. Der Innenraum ist bewusst schlicht gehalten, doch fehlt es nicht an passenden Schmuckelementen. Dazu gehören die Kirchenfenster im Altarraum, die 1937 im Baujahr der Kirche von der Glasmalerin Sigrid Schlytter geschaffen wurden. Sie zeigen Motive aus dem Leben Christi: seine Geburt, sein Wirken als Prediger und seine Auferstehung. Aus dem gleichen Jahr stammen Kanzel und Taufe mit Reliefarbeiten des Bildhauers Jürgen Manshardt und die Altarleuchter, das Altarkreuz und die Taufschale.
Der sechseckige vom Bildhauer Wolfgang Kreutter entworfene Altar hat seit 1976/77 seinen Platz in der Kirche. Das Adlerlesepult, dessen Entwurf von der Hand des Bildhauers Gerhard Marcks stammt und das vom Künstler dieser Gemeinde 1948 geschenkt wurde, war das Vorbild für das jetzige Wappen der Kirchengemeinde Wellingsbüttel.
Auf der rechten Seite des Kirchraumes hängt das aus der Werkstatt von Rudolf Koch stammende sogenannte „Alpirsbacher Kreuz“, das ursprünglich für die „Kirchlichen Wochen“ im Münster zu Alpirsbach bestimmt und von 1950 bis 1971 Altarkreuz war. Vor diesem diente das heute außen an der Rückwand der Kirche über der Gedenkstätte angebrachte große Balkenkreuz als Altarkreuz.
Der Innenraum wird darüber hinaus von den großen Querbalken des Tonnengewölbes geprägt. Alle Balken sind beidseitig mit auffälligen vergoldeten Inschriften versehen, es ergeben sich zwei unterschiedliche zusammenhängende Texte. In der ursprünglichen Fassung waren dies vom Eingang zum Altar gesehen „Kommet her zu mir alle, / die ihr mühselig und beladen seid / ich will euch erquicken / ich bin der Weg / und die Wahrheit und das Leben / niemand kommt zum Vater denn durch mich / denn ohne mich könnt ihr nichts tun.“ und vom Altar zum Eingang gesehen „Welche der Geist Gottes treibt, / die sind Gottes Kinder. / Ihr habt nicht einen knechtischen Geist empfangen, / daß ihr euch abermals fürchten müßtet, / sondern ihr habt einen kindlichen Geist empfangen, / durch welchen wir rufen - Abba / lieber Vater.“. Für den Einbau der Schuke-Orgel wurde der erste Balken über dem Eingang entfernt, der die Inschriften „Kommet her zu mir alle“ und „lieber Vater“ trug. Auch wenn die Texte heute kürzer sind, wurden sie doch durch die verlorene Zeile inhaltlich kaum verändert.
Die größten zusammenhängenden Umgestaltungen und Renovierungen erfuhr der Innenraum 1962 und 1971. 1962 musste die bisher umlaufende Empore über dem Eingang entfernt werden, um ausreichend Platz für die neue Schuke-Orgel zu schaffen. 1971 wurde eine Fußbodenheizung eingebaut, der Altarbereich vollständig neu gestaltet und das Lutherbild an seinen heutigen Platz gebracht. Von einem 1980 probehalber aufgehängten Kruzifix aus der Werkstatt Fritz Fleers finden sich heute nur noch die geplanten Befestigungspunkte.

## Glocken
Den ersten Satz von drei Glocken aus der Werkstatt Schilling in Apolda erhielt die Kirche schon 1937. Von diesen Glocken existiert heute nur noch eine und diese befindet sich auch nicht mehr in Wellingsbüttel:
| Nr. | Schlagton | Masse (kg) | Symbol       | Inschrift                       | Verbleib                                  |
| 1   | as1       | 550        | Kreuz        | Erhalt uns Herr bei deinem Wort | 1959 an Thomaskirche, Glashütte abgegeben |
| 2   | ges1      | 780        | Lutherwappen | Gelobest seist du, Jesu Christ  | 1942 zu Rüstungszwecken abgeliefert       |
| 3   | es1       | 1350       | Hakenkreuz   | Ein feste Burg ist unser Gott   | 1942 zu Rüstungszwecken abgeliefert       |

Das heutige fünfstimmige Geläut wurde im Jahre 1958 in Auftrag gegeben und im Folgejahr von Friedrich Wilhelm Schilling in Heidelberg gegossen. Es befindet sich seit Pfingsten 1959 im Turm der Kirche.
| Nr. | Name                | Durchmesser (mm) | Masse (kg) | Schlagton | Inschrift                                                          |
| 1   | Auferstehungsglocke | 1170             | 980        | f'        | Nun aber ist Christus auferstanden. Halleluja                      |
| 2   | Missionsglocke      | 965              | 600        | as'       | Gehet hin in alle Welt und predigt das Evangelium aller Kreatur    |
| 3   | Heimkehrglocke      | 910              | 420        | b'        | Freut euch, daß eure Namen im Himmel geschrieben sind              |
| 4   | Betglocke           | 765              | 320        | des"      | Wachet, denn ihr wisset nicht, welche Stunde euer Herr kommen wird |
| 5   | Taufglocke          | 755              | 290        | es"       | Wer da glaubet und getauft wird, der wird selig werden             |

## Orgel

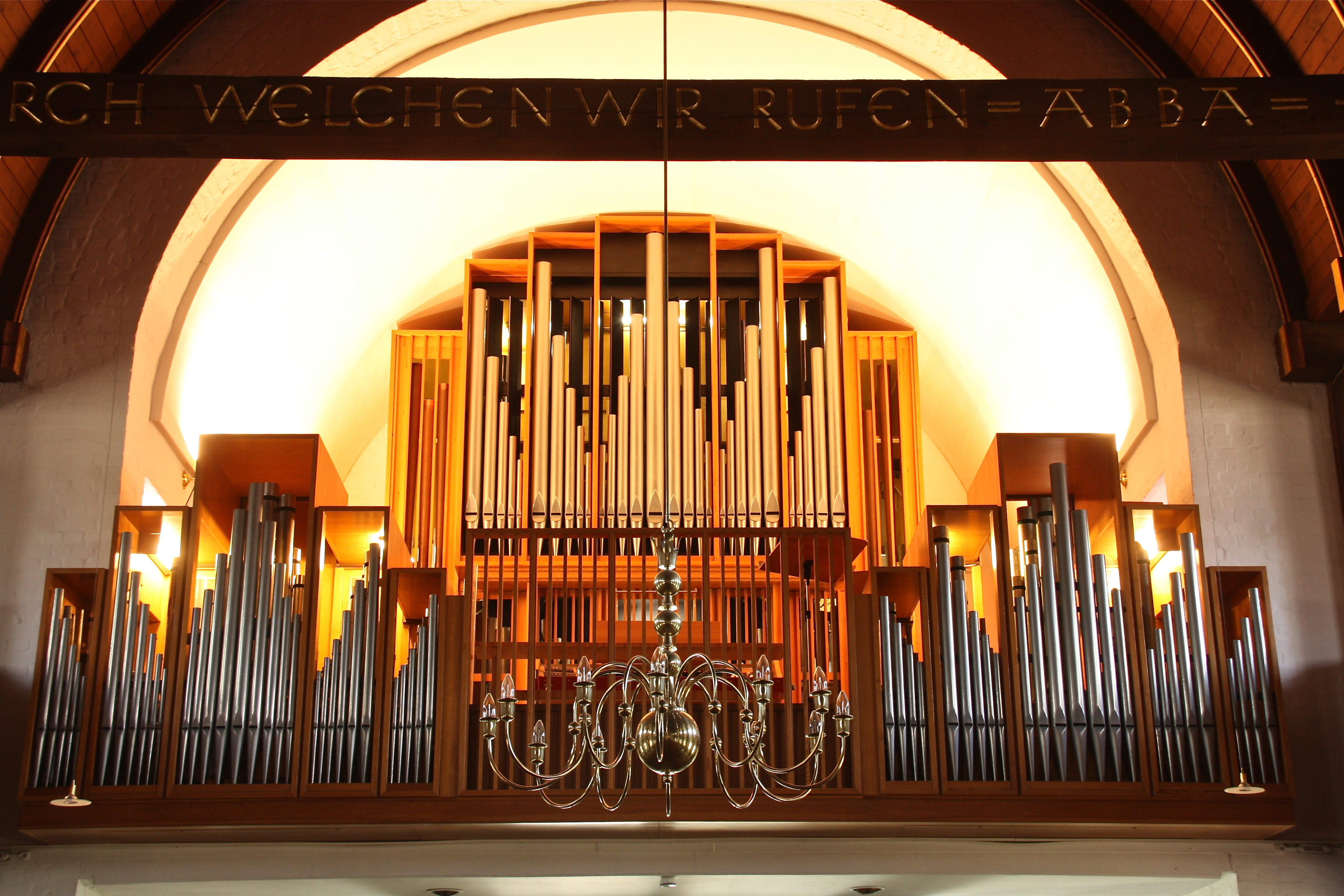
Orgelprospekt

### Kemper-Orgel
Die erste Orgel der Kirche wurde 1938 von der Orgelbaufirma Kemper errichtet. Nachdem Gerd Zacher 1957 als Kirchenmusiker in Wellingsbüttel zu arbeiten begonnen hatte, stellte sich bald heraus, dass er auf dieser Orgel seine musikalischen Vorstellungen nicht umsetzen konnte. Er experimentierte während dieser Zeit mit Möglichkeiten, durch Änderungen am Spielwind der Orgel neue Klänge zu erzeugen.
Dank der sehr guten finanziellen Lage der Gemeinde entschied man sich Ende der 1950er-Jahre für einen vollständigen Neubau der Orgel. Unter Zachers Anleitung kam es zu Planung und Bau des heutigen Instrumentes, wobei seine Erkenntnisse zur Windabschwächung einen großen Einfluss hatten. Da die Kemper-Orgel rein technisch noch vollwertig nutzbar war, wurde sie der Jubilate-Kirchengemeinde in Billstedt übergeben.

### Schuke-Orgel
Die neue Orgel setzte Zacher in den Folgejahren so intensiv ein, dass sie häufig als „seine Orgel“ bezeichnet wird. Das dreimanualige Instrument wurde 1962 von der Berliner Orgelbauwerkstatt Karl Schuke errichtet und 1992 von Rudolf von Beckerath Orgelbau erneuert und verändert. 2002 erfolgten die Rückführung in den Ursprungszustand (Register wieder wie 1962, Winddruckregelung, Setzeranlage), eine Generalreinigung und ein Spieltischneubau wieder durch die Firma Karl Schuke.
Die Disposition lautet:
| I Rückpositiv links |               |       |
| 1.                  | Quintadana    | 8′    |
| 2.                  | Violflöte     | 8′    |
| 3.                  | Blockflöte    | 4′    |
| 4.                  | Waldflöte     | 2′    |
| 5.                  | Rauschwerk IV |       |
| 6.                  | Quinte        | 1 ⁄3′ |
| 7.                  | Cymbel III    |       |
| 8.                  | Vox humana    | 16′   |
| 9.                  | Trichterregal | 8′    |
|                     | Tremulant     |       |

| II Hauptwerk (schwellbar) |              |       |
| 10.                       | Quintadana   | 16′   |
| 11.                       | Prinzipal    | 8′    |
| 12.                       | Gemshorn     | 8′    |
| 13.                       | Oktav        | 4′    |
| 14.                       | Spillpfeife  | 4′    |
| 15.                       | Nasat        | 2 ⁄3′ |
| 16.                       | Oktav        | 2′    |
| 17.                       | Mixtur IV–VI |       |
| 18.                       | Trompete     | 8′    |
|                           | Tremulant    |       |

| III Rückpositiv rechts |                 |    |
| 19.                    | Gedackt         | 8′ |
| 20.                    | Prinzipal       | 4′ |
| 21.                    | Rohrflöte       | 4′ |
| 22.                    | Feldpfeife      | 2′ |
| 23.                    | Sesquialtera II |    |
| 24.                    | Sifflöte        | 1′ |
| 25.                    | Scharff III–IV  |    |
| 26.                    | Krummhorn       | 8′ |
|                        | Tremulant       |    |

| Pedal |                 |     |
| 27.   | Subbass         | 16′ |
| 28.   | Prinzipal       | 8′  |
| 29.   | Trichtergedackt | 8′  |
| 30.   | Oktav           | 4′  |
| 31.   | Rohrpommer      | 4′  |
| 32.   | Nachthorn       | 2′  |
| 33.   | Bassaliquot III |     |
| 34.   | Hintersatz IV   |     |
| 35.   | Posaune         | 16′ |
| 36.   | Trompete        | 8′  |
| 37.   | Trompete        | 4′  |

- Zimbelstern
- Koppeln: III/II, I/II, III/I, III/P, II/P, I/P
- Spielhilfen: Hauptwerk schwellbar, 4000 elektronische Setzerkombinationen, Windabschwächung, MIDI-Schnittstelle am 3. Manual

### Moderne Orgelmusik
Durch die Arbeit Gerd Zachers entwickelte sich die Kirche seit den 1960er-Jahren zu einem Aufführungsort moderner Orgelmusik. Zacher arbeitete bis 1970 in Wellingsbüttel, 1968 ernannte ihn seine Evangelisch-Lutherische Landeskirche Schleswig-Holstein zum Landeskirchenmusikdirektor. Während dieser Zeit wurde er international als avantgardistischer Orgelmusiker bekannt und rief ein kontroverses und lebhaftes Presseecho hervor. Die Tradition der modernen Orgelkonzerte setzte Zsigmond Szathmáry nach 1970 fort, sie dauert bis heute an und besitzt in der Gemeinde einen besonderen Stellenwert.
An der Kirche gab es bereits zahlreiche Uraufführungen oder europäische Erstaufführungen, oft in Gegenwart der Komponisten. Unter anderem waren dies Werke von John Cage, Mauricio Kagel, Hans Otte, Juan Allende-Blin, György Ligeti, Charles Ives und Isang Yun.

## Fotografien und Karte
Koordinaten: 53° 38′ 27″ N, 10° 4′ 30″ O

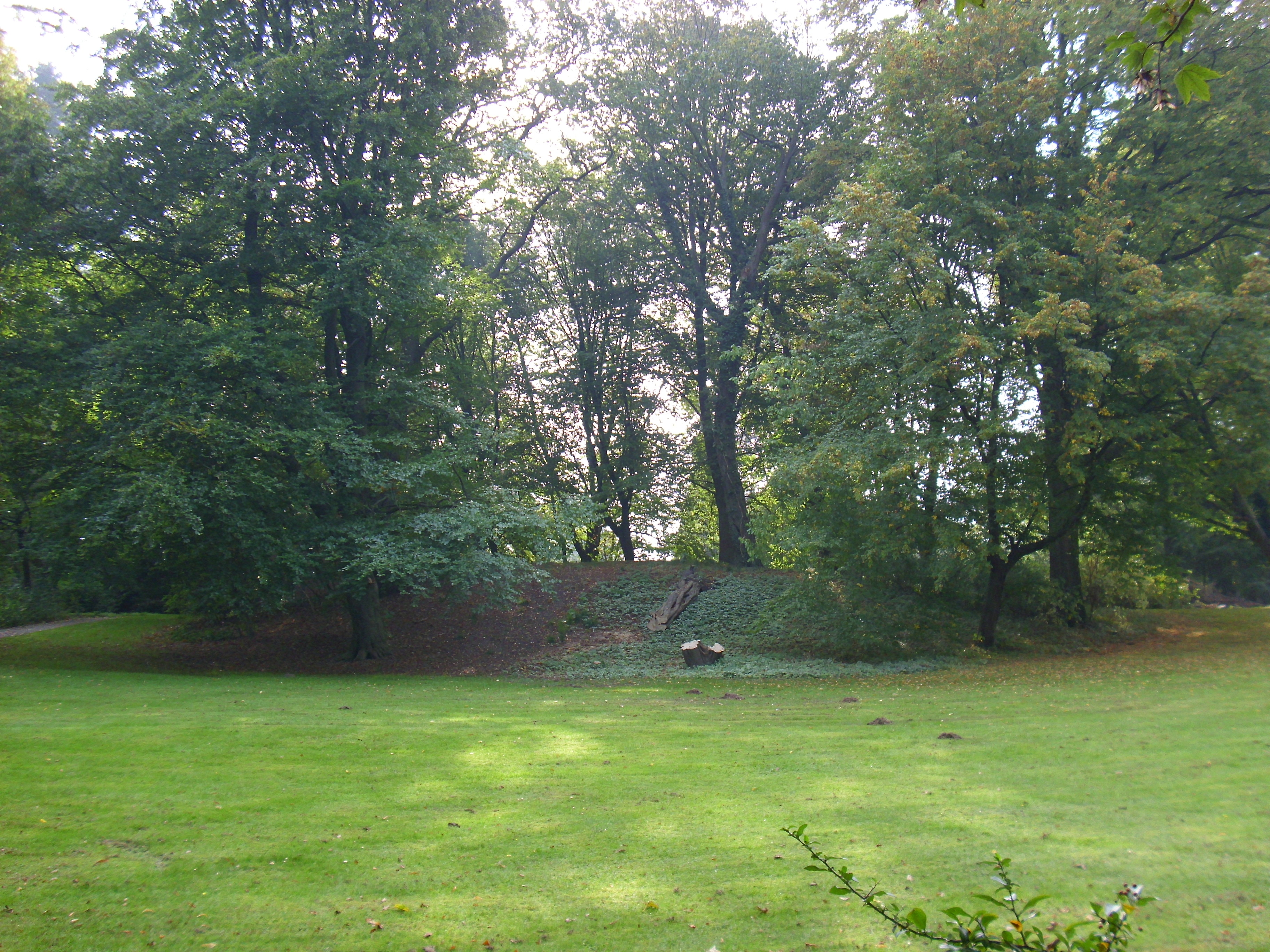
Der Knasterberg
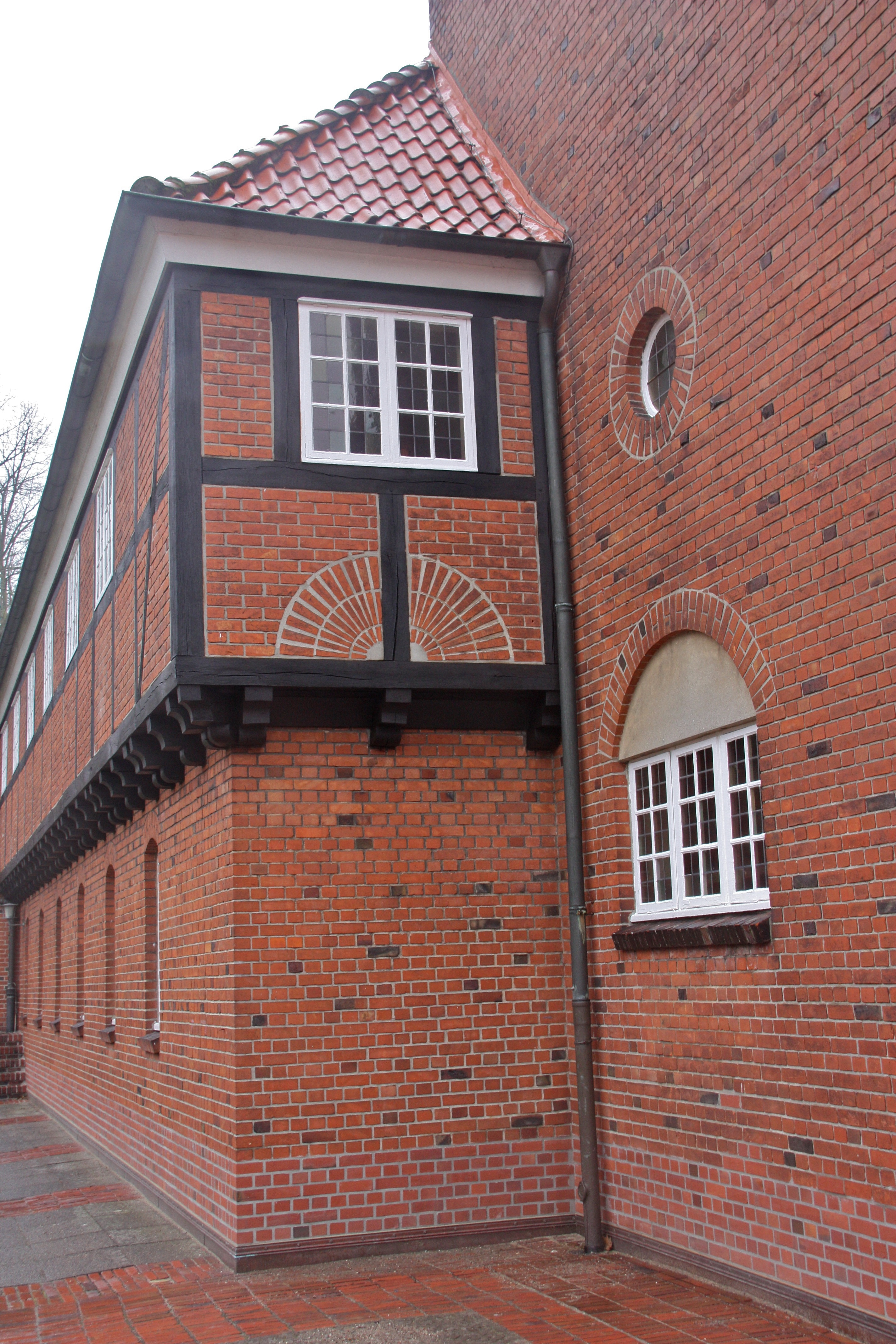
Fachwerk und Mauerwerk
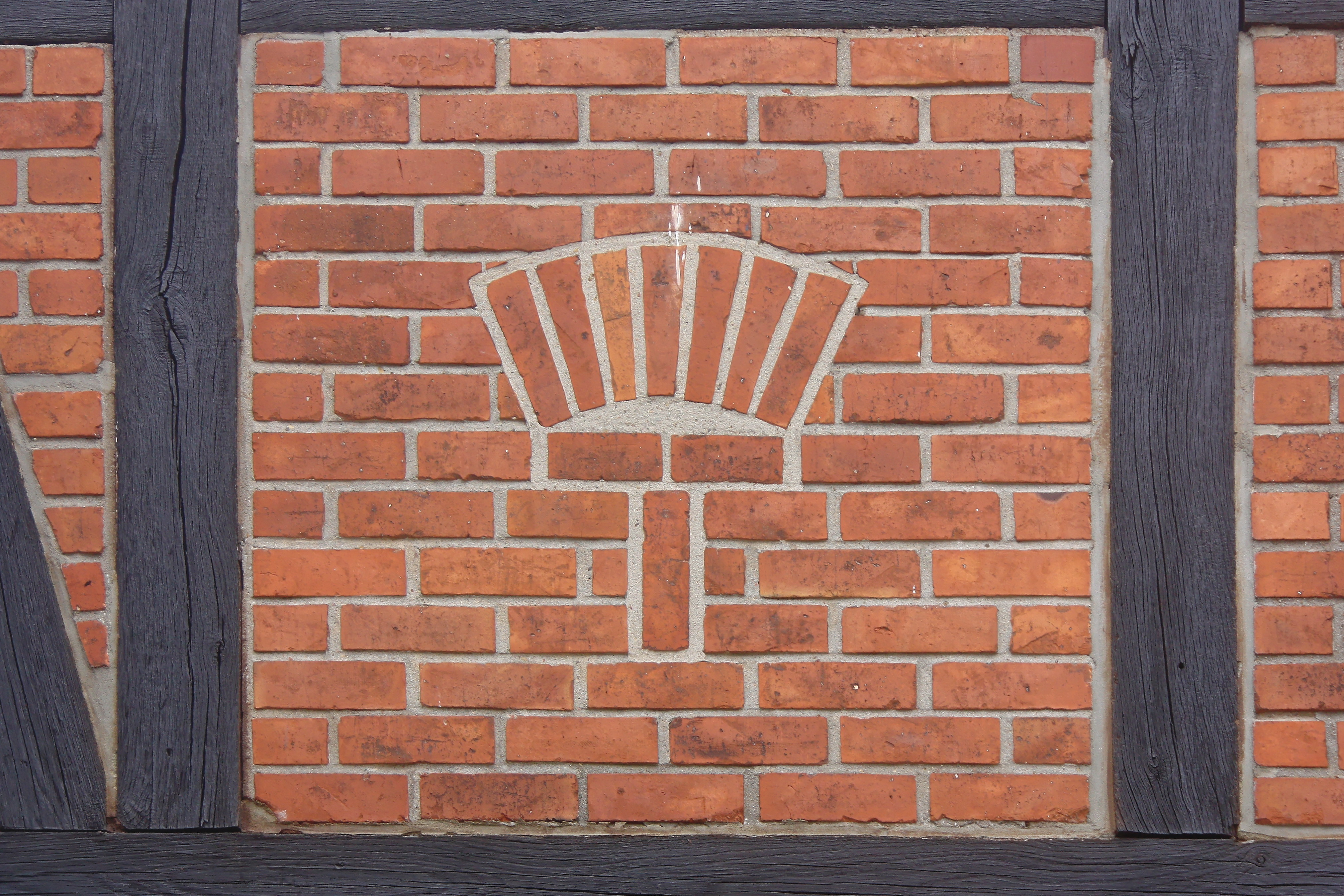
Donnerbesen im Mauerwerk
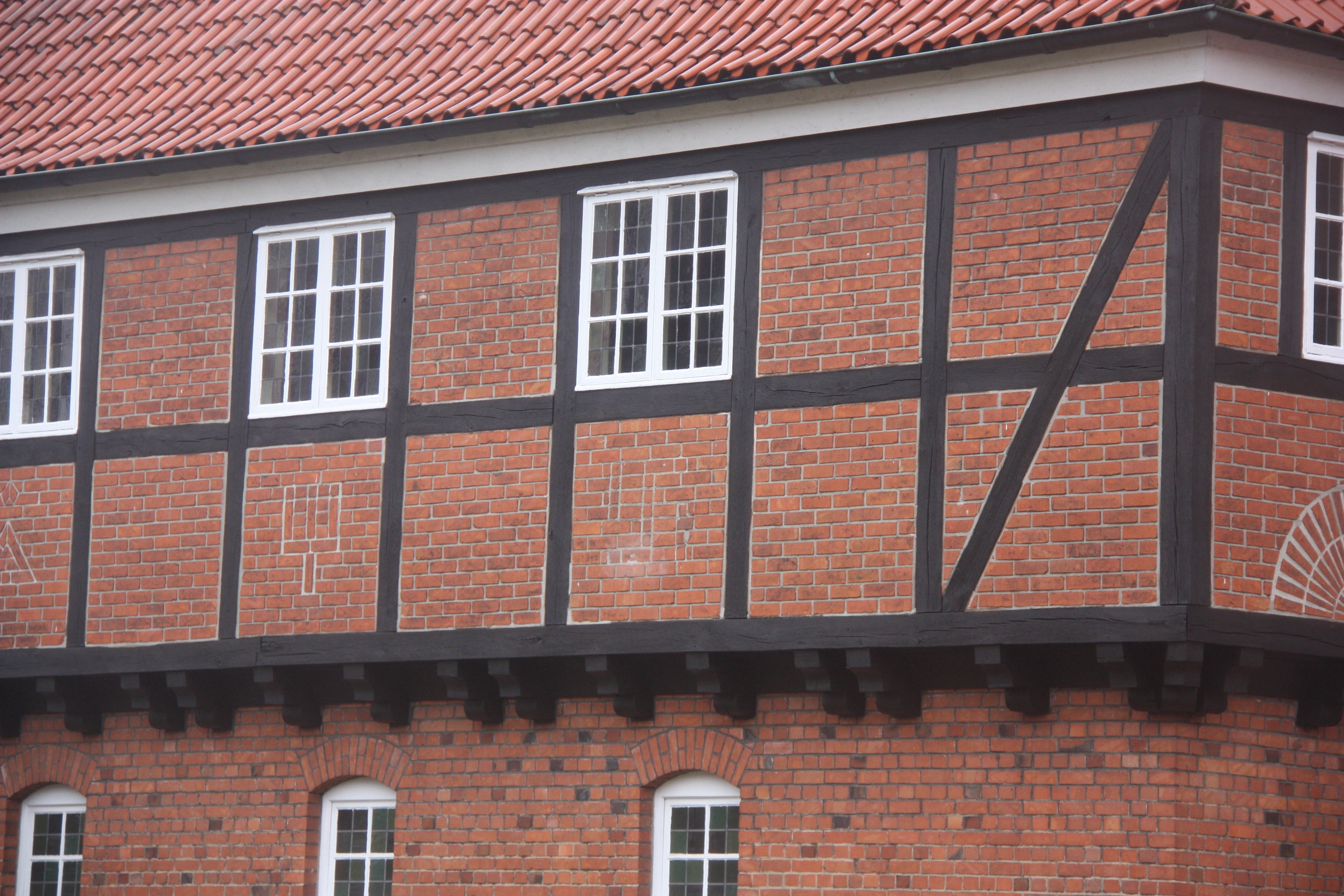
Fachwerk der Südseite mit noch erkennbarem Hakenkreuz
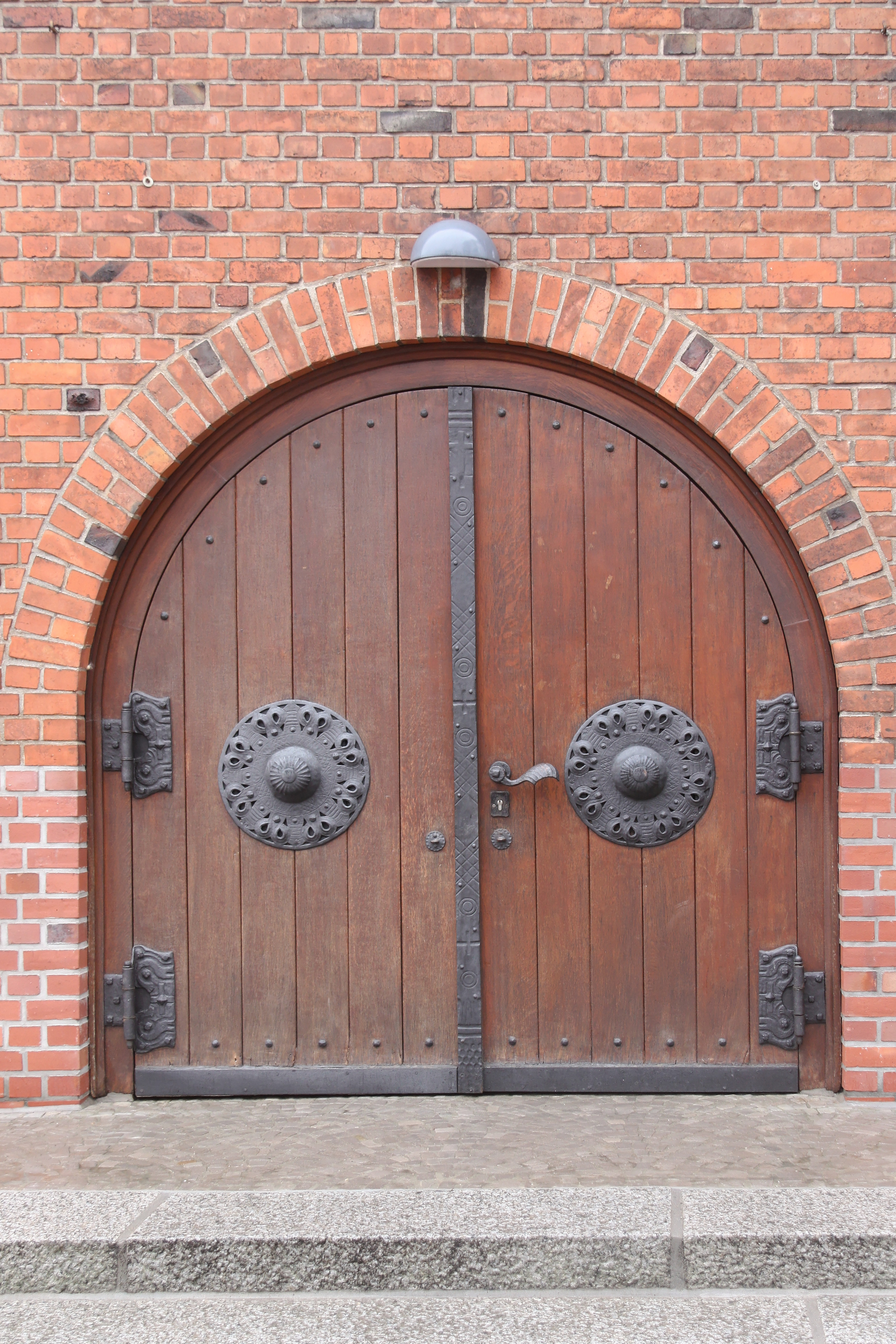
Eingangsportal
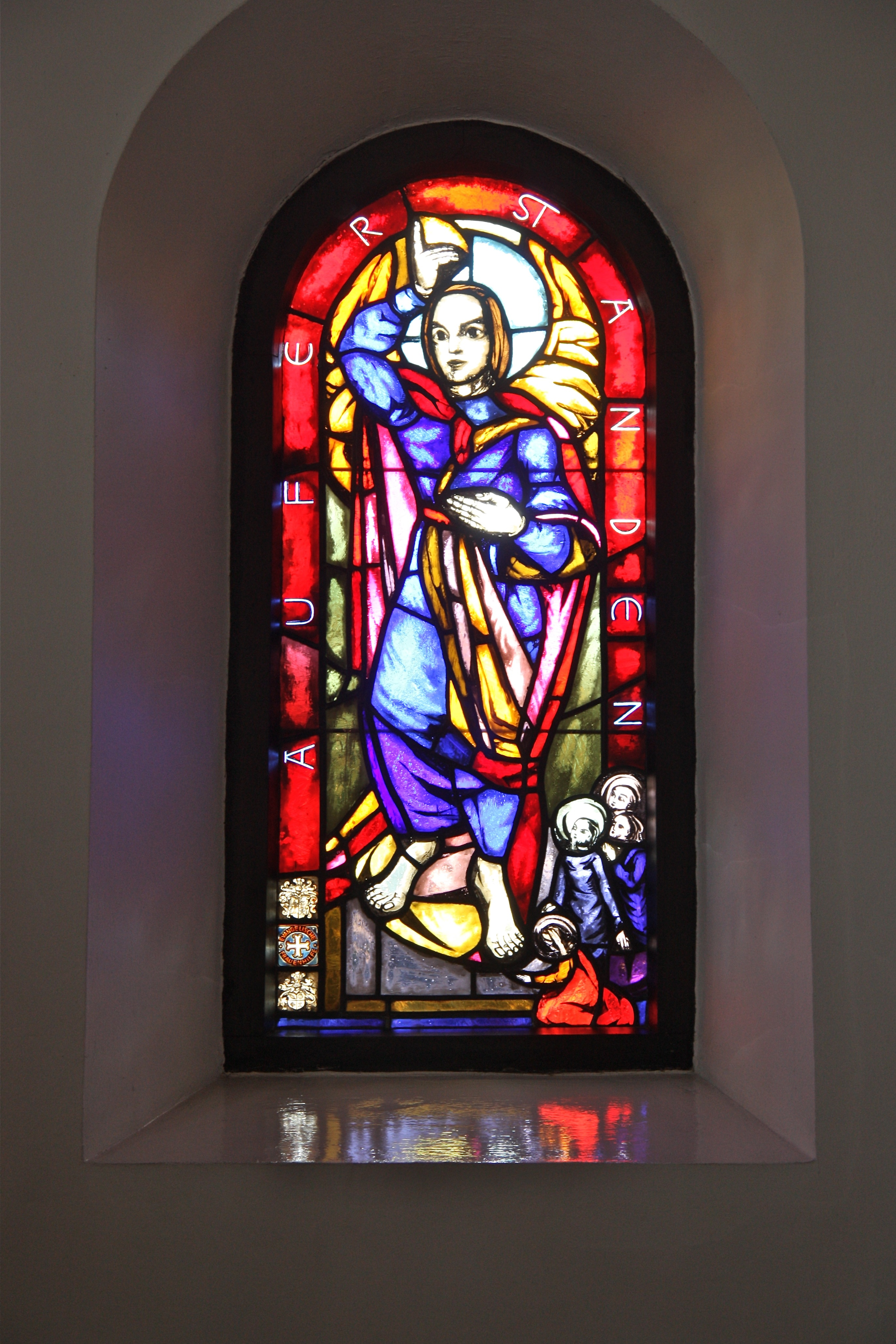
Altarfenster mit Auferstehungsmotiv
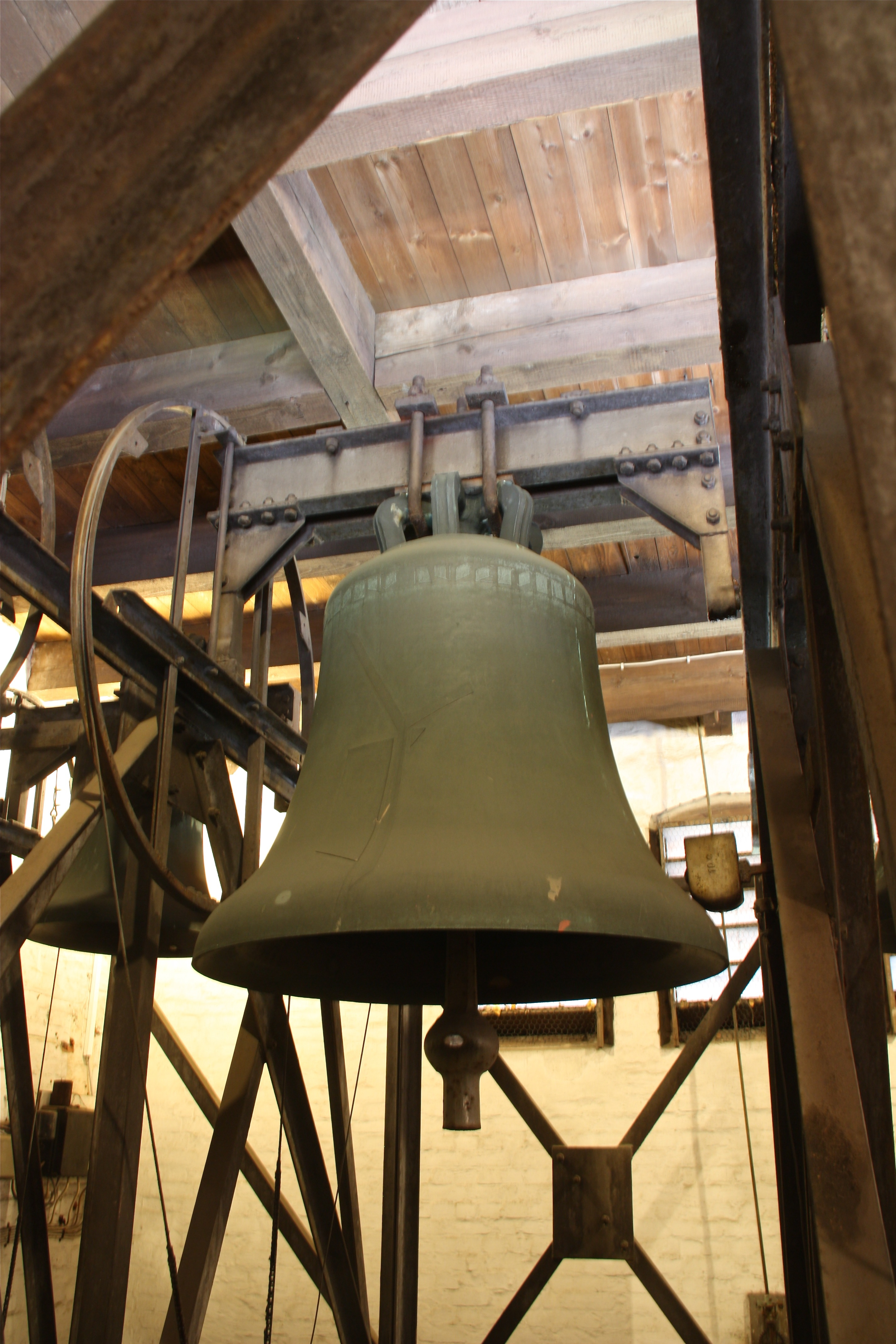
Die Auferstehungsglocke